# Sabine Hornung
Sabine Hornung (* 1971 in Diez) ist eine deutsche Archäologin, die vor allem an Ausgrabungen keltischer, germanischer und römischer Stätten im Hunsrück beteiligt ist, und Musikerin.

## Leben
Sabine Hornung erhielt 1990 das Abitur und studierte anschließend von 1991 bis 1992 zunächst Malerei an der Universität Sydney, Australien. Danach wechselte sie an die Universität Mainz, wo sie Vor- und Frühgeschichte, Klassische Archäologie, und Ägyptologie studierte. Sie schloss ihr Studium 1999 mit dem Magister ab. Im Anschluss promovierte Hornung mit dem Thema Die südöstliche Hunsrück-Eifel-Kultur – Studien zu Späthallstatt- und Frühlatènezeit in der deutschen Mittelgebirgsregion am Römisch-Germanischen Zentralmuseum in Mainz.
Von November 2006 bis ? leitete sie das Projekt Besiedlungsgeschichte, Kulturlandschaftsgenese und sozialer Wandel – Landschaftsarchäologie im Umfeld des „Hunnenrings“ von Otzenhausen. Von 2008 bis 2009 war sie an der Ausstellung Der Hunsrück vor 2500 Jahren im Hunsrück-Museum in Simmern beteiligt. Zudem arbeitete sie als freie Mitarbeiterin in der Römerhalle in Bad Kreuznach an der Neugestaltung der Dauerausstellung.
Seit 2012 betreut Hornung die Ausgrabung des Römerlagers Hermeskeil, das als ältestes bekanntes römisches Heerlager in Deutschland gilt.
Hornung arbeitete von 2006 bis 2018 als wissenschaftliche Mitarbeiterin an der Universität in Mainz. Dort habilitierte sie sich 2014 mit einer Arbeit zum Thema Siedlung und Bevölkerung in Ostgallien zwischen Gallischem Krieg und der Festigung der römischen Herrschaft. 2015/2016 war sie zudem beim Nationalpark Hunsrück-Hochwald im Bereich Kulturlandschaftsgenese angestellt.
Am 24. Januar 2018 erhielt Hornung die Berufungsurkunde als Professorin für Vor- und Frühgeschichte an der Universität des Saarlandes in Saarbrücken.
Zudem ist Sabine Hornung Harfenistin und gibt häufig auch Konzerte, unter anderem in der „Nationalparkkirche“ St. Josefskapelle in Muhl. Des Weiteren ist sie Gründungsmitglied der Band Annwn.

## Veröffentlichungen (Auswahl)
Hornung hat mehrere Publikationen in Fachzeitschriften und Fachbänden veröffentlicht:
- Die südöstliche Hunsrück-Eifel-Kultur. Studien zu Späthallstatt- und Frühlatènezeit in der deutschen Mittelgebirgsregion (= Universitätsforschungen zur prähistorischen Archäologie. Band 153). 2 Bände, Habelt, Bonn 2006–2008, ISBN 978-3-7749-3462-7.
- Luxus auf dem Lande. Die römische Palastvilla von Bad Kreuznach. Museen im Rittergut Bangert – Römerhalle, Bad Kreuznach 2008, ISBN 978-3-00-024822-1 (2. Auflage. ebenda 2011).
- mit Silke Boos, Patrick Jung, Hartmut Müller: Erfassung und Analyse von Laserscandaten zur Unterstützung der Landschaftsarchäologie. In: Eckhardt Seyfert (Hrsg.): Vom Erdapfel zum 3D-Modell. 56. Deutscher Kartographentag. 28 Wissenschaftlich-technische Jahrestagung der DGPF. 23.–26. April 2008 in Oldenburg. Vorträge (= Publikationen der Deutschen Gesellschaft für Photogrammetrie, Fernerkundung und Geoinformation. 17, ISSN 0942-2870). Deutsche Gesellschaft für Photogrammetrie, Fernerkundung und Geoinformation, Oldenburg u. a. 2008, S. 161–170.
- Der Hunsrück vor 2500 Jahren. Leben und Sterben in der eisenzeitlichen Hunsrück-Eifel-Kultur. Hunsrück-Museum, Simmern 2009.
- mit Korneliusz Ptak: Gedanken zur Rekonstruktion eines eisenzeitlichen Vierpfostenspeichers im Rahmen der Ausstellung „Der Hunsrück vor 2500 Jahren“ im Hunsrück-Museum Simmern. In: Berichte zur Archäologie in Rheinhessen und Umgebung. Heft 2, 2009, ISSN 1867-8351, S. 46–53, (Digitalisat (PDF; 8,3 MB)).
- als Herausgeberin: Mensch und Umwelt.
  - Band 1: Archäologische und naturwissenschaftliche Forschungen zum Wandel der Kulturlandschaft um den „Hunnenring“ bei Otzenhausen, Gem. Nonnweiler, Lkr. St. Wendel (= Universitätsforschungen zur prähistorischen Archäologie. 192). Habelt, Bonn 2010, ISBN 978-3-7749-3712-3;
  - Band 2: Vom Oppidum „Hunnenring“ bei Otzenhausen zum römischen Tempelbezirk und vicus „Auf dem Spätzrech“ bei Schwarzenbach, Gem. Nonnweiler, Lkr. St. Wendel (= Universitätsforschungen zur prähistorischen Archäologie. 289). Habelt, Bonn 2016, ISBN 978-3-7749-4042-0.
- als Herausgeberin: Produktion – Distribution – Ökonomie. Siedlungs- und Wirtschaftsmuster der Latènezeit. Akten des internationalen Kolloquiums in Otzenhausen, 28.–30. Oktober 2011 (= Universitätsforschungen zur prähistorischen Archäologie. 258). Habelt, Bonn 2014, ISBN 978-3-7749-3883-0.
- Siedlung und Bevölkerung in Ostgallien zwischen Gallischem Krieg und der Festigung der römischen Herrschaft. Eine Studie auf Basis landschaftsarchäologischer Forschungen im Umfeld des Oppidums „Hunnenring“ von Otzenhausen (Lkr. St. Wendel) (= Römisch-germanische Forschungen. 73). Philipp von Zabern, Darmstadt u. a. 2016, ISBN 978-3-8053-5050-1.
- Das spätrepublikanische Militärlager von Hermeskeil, Lkr. Trier-Saarburg. Studien zur frühen römischen Präsenz im Treverergebiet (= Dossiers d’Archéologie. Band 21; = Saarbrücker Beiträge zur Altertumskunde. Band 91). 2 Bände, Institut National de Recherches Archéologiques, Bertrange 2024, ISBN 978-99987-905-2-0.